# Olena Pachol'čyk
Olena Ivanivna Pachol'čyk (in ucraino Олена Іванівна Пахольчик?; Majkajyn, 2 novembre 1964) è un'ex velista ucraina.

## Palmarès

### Olimpiadi
- 2 medaglie:
  - 2 bronzi (Atlanta 1996 nella classe 470; Sydney 2000 nella classe 470)